# اندیس کلهرود
کلهرود یک اندیس غیرفلزی است که در حوالی شهر شاهین شهر استان اصفهان قرار دارد و مادهٔ معدنی موجود در آن، زغالسنگ است.  